# 양의정
양의정(楊義貞, ? ~ 1080년)은 대리국의 황제이다. 양윤현(楊允賢)의 아들이다. 1080년 황제 단염의를 폐위시키고, 스스로 황제에 즉위하여 광안황제(廣安皇帝)가 되었다.